# Niet door de beugel kunnen
Niet door de beugel kunnen is een gezegde in het Nederlands. De betekenis is: "het mag niet, het is ongeoorloofd".
Verwante uitdrukkingen zijn: iemand door den beugel jagen (dwingen iets onaangenaams te doen), iets wil niet door den beugel (het lukt niet).

## Herkomst
In oude stadskeuren komt soms een verordening voor dat het verboden was niet groter (honden) te houden, dan die doer den boghel moghen. Het betrof in dat geval dus een soort poortje waar grotere honden dan toegestaan niet doorheen konden.
Een andere verklaring betreft het beugelen, een spel waarbij een bal of kogel door een beugel moet worden geslagen. In 1540 al was sprake van: Ghy moet duer den buegele. Als de bal niet door de beugel kon omdat hij slecht lag, dreigde men te verliezen. De uitdrukking: niet door de beugel kunnen werd vooral in de 17e eeuw veel gebruikt.